# Крик. Кривава помста
Крик. Кривава помста. — американський кримінальний детективний фільм жахів 2020 року. Режисер Джон Берардо; сценаристи Джон Берардо і Ліндсей ЛаВанші. Продюсер Джон Берардо. Світова прем'єра відбулася 8 жовтня 2020 року; прем'єра в Україні — 28 жовтня 2021-го.

## Про фільм
Після гучного вбивства відомого атлета, в університеті Вайтон спливають дивовижні деталі із життя студентів — їх таємниці, способи комунікування та взаємодії. Одна з дивних речей — знаки окликів, як коментарі, що містять моторошний зміст.

## Знімались
| Актор           | Роль |
| --------------- | ---- |
| Ізабелла Гомес  |      |
| Ліндсей Лаванші |      |
| Фрой Гутьєррез  |      |
| Джеймс Берардо  |      |
| Гатлін Гріффіт  |      |
| Барт Джонсон    |      |
| Джон Уертас     |      |
| Кент Фолкон     |      |
| Янсі Батлер     |      |
| Лохлін Манро    |      |